# 렛츠런파크 제주
렛츠런파크 제주는 제주특별자치도 제주시 애월읍에 위치한 경마장이다. 이름은 제주경마공원(濟州競馬公園)이었는데 2014년 현재의 이름으로 바뀌었다.
천연기념물 제347호로 지정된 제주마를 보호·육성할 목적으로 1990년 10월에 열었다. 22만평(726,000m2)의 부지에 세계 유일의 제주마 경마가 시행되는 제주관광의 명소이자 자연쉼터이다. 한라산 절경 아래 넓고 쾌적한 초현대식 관람시설을 비롯해 가족과 연인을 위한 다양한 시설을 갖추고 있다. 특히 2007년부터 '말에 관한 모든 것'이라는 테마로 세계 말체험 동물원, 아름다운 승마장, 행운의 테마하우스 등 차별화된 볼거리와 다양한 체험공간을 갖춘 레저·문화공간으로 재탄생하였다.

## 경주
렛츠런파크 제주에서는 혈통이 등록된 제주마 경주, 체고 137cm 이하의 한라마 경주가 시행되고 있다. 2009년까지 한라마 경주는 재래마와 제주산마 경주로 나누어 시행되었는데, 재래마와 제주산마는 키를 기준으로 분류한 것이었다. 1997년부터 서울경마공원과 KRA 플라자, 2005년부터는 추가로 부산경남경마공원에 하루 2~4개의 경주를 중계방송하는 교차 경주를 시행하고 있다. 교차경주의 선정은 핸디캡 위원이 행한다. 뚝섬경마장을 본뜬 총 길이 1600m의 모래경주로에서 시계방향(clockwise)으로 달리게 되어 있다. 현재 마권발매는 교차경주는 전국 한국마사회 지점에서, 그 외 경주는 렛츠런파크 제주에서만 발매한다. 비 중계경주는 영구계좌(馬e카드) 및 일일계좌로 모든 경주의 마권을 구매할 수 있다. 제주경마는 출전마가 순수한 더러브렛종이 아니기 때문에 국제 경마로는 인정받지 않는다.

### 한라마 경주
출전마가 주로 더러브렛과 제주마의 잡종으로서 경주수가 많으며(약 64%) 제주경마공원에서 평균 기록이 가장 빠른 한라마 경주는 현재 4개 등급으로 나뉘어 편성된다. 경주거리는 900m, 1000m, 1200m, 1400m, 1610m, 1700m, 1800m로 시행되고 있다. 연 4회(2011년까지는 2회) 시행되는 정기 체고검사 결과 137cm보다 큰 마필은 이후 경주에 출전할 수 없게 된다. 2009년까지는 제주산마 경주라고 불렸고 체고기준도 135cm였다.

### 제주마 경주
제주마 경주는 2002년부터 시행된 혈통이 등록된 제주마가 출전하는 경주이다. 3개 등급으로 나누어 경주를 편성한다. 한라마 경주에 비해서 스피드가 떨어진다. 편성되는 경주거리를 보면 400m, 800m, 900m, 1000m, 1110m, 1200m이다. 400m 경주는 코너가 없는 단거리 경주이다.